# Docleomorpha boholica
Docleomorpha boholica är en fjärilsart som beskrevs av Semper 1898. Docleomorpha boholica ingår i släktet Docleomorpha och familjen bastardsvärmare. Inga underarter finns listade i Catalogue of Life.